# Пливање на Летњим олимпијским играма 2024 — 10 км маратон за жене
Пливачка маратонска трка на 10 километара за жене на Летњим олимпијским играма 2024. одржана је претпоследњег дана пливачких такмичења 8. августа на реци Сени у Паризу, са стартом код моста Александра III. Трка је почела у јутарњим сатима, са почетком од 7.30 часова по локалном времену. Био је то тек пети пут да је ова трка била део олимпијског програма, од званичног дебија на Играма 2008. у Пекингу. 
За трку су биле пријављене 24 пливачице из 17 земаља.
Титулу олимпијске победнице и златну медаљу, своју другу у каријери, освојила је холндска репрезентативка Шарон ван Раувендал која је трку испливала у времену од 2:03:34.2 сата. Сребрну медаљу је освојио Моеша Џонсон из Аустралије, са заостатком од 5,5 секунди, док је бронзана била Ђиневра Тадеучи из Италије. Бранилац златне медаље из Токија 2020. Ана Марсела Куња трку је завршила на четвртом месту. 

## Освајачи медаља
|                           | Резултат  |                    | Резултат  |                       | Резултат  |
|                           |           |                    |           |                       |           |
| Шарон ван Раувендал (NED) | 2:03:34.2 | Моеша Џонсон (AUS) | 2:03:39.7 | Ђиневра Тадеучи (ITA) | 2:03:42.8 |

## Квалификационе норме
Код маратонских трка на отвореним водама квалификације су се одвијале преко последња два светска првенства. По троје првопласираних са СП 2023. и 13. са СП 2024. изборили су директан пласман на Игре. По једно место је било резервисано за победнике континенталних првенстава, те за земљу домаћина (у случају да не успеју директно да се квалификују), док су такмичари са испливаним А нормама у тркама на 800 и 1.500 метара слободно у базену , имали могућност пријављивања за учешће у маратонским тркама.

## Резултати
Финална трка женског маратона одржана је 8. августа у јутарњем делу програма, са почетком од 7.30 часова по локалном времену. Учествовале су 24 пливачице из 17 земаља. Дужина једног круга била је 1,67 км, пливало се у 6 кругова. 
| Плас. | Пливач                | Држава                    | Време     | Заостатак за победницом |
| ----- | --------------------- | ------------------------- | --------- | ----------------------- |
|       | Шарон ван Раувендал   | Холандија                 | 2:03:34.2 |                         |
|       | Моеша Џонсон          | Аустралија                | 2:03:39.7 | +5,5                    |
|       | Ђиневра Тадеучи       | Италија                   | 2:03:42.8 | +8,6                    |
| 4.    | Ана Марсела Куња      | Бразил                    | 2:04:15.7 | +41,5                   |
| 5.    | Бетина Фабијан        | Мађарска                  | 2:04:16.9 | +42,7                   |
| 6.    | Ђулија Габријелески   | Италија                   | 2:04:17.9 | +43,7                   |
| 7.    | Осеан Касињол         | Француска                 | 2:06:06.9 | +2:32,7                 |
| 8.    | Каролин Жуис          | Француска                 | 2:06:11.0 | +2:36,8                 |
| 9.    | Леони Бек             | Немачка                   | 2:06:13.4 | +2:39,2                 |
| 10.   | Анхела Мартинез       | Шпанија                   | 2:06:15.3 | +2:41,1                 |
| 11.   | Вивијане Жунгблут     | Бразил                    | 2:06:15.8 | +2:41,6                 |
| 12.   | Анжелика Андре        | Португалија               | 2:06:17.0 | +2:42,8                 |
| 13.   | Ајри Ебина            | Јапан                     | 2:06:17.7 | +2:43,5                 |
| 14.   | Челзи Губецка         | Аустралија                | 2:06:17.8 | +2:43,6                 |
| 15.   | Кети Грајмс           | Сједињене Америчке Државе | 2:06:29.6 | +2:55,4                 |
| 16.   | Мараја Дениган        | Сједињене Америчке Државе | 2:06:42.9 | +3:08:,7                |
| 17.   | Марија де Валдес      | Шпанија                   | 2:07:02.4 | +3:28,2                 |
| 18.   | Лиса Пу               | Монако                    | 2:07:05.4 | +31,2                   |
| 19.   | Марта Сандовал        | Мексико                   | 2:07:24.9 | +3:50,7                 |
| 20.   | Лија Крисп            | Уједињено Краљевство      | 2:07:46.7 | +4:12,5                 |
| 21.   | Марија Брамонт Аријас | Перу                      | 2:12:44.7 | +9:10,5                 |
| 22.   | Леони Мертенс         | Немачка                   | 2:15:57.3 | +12:23,1                |
| 23.   | Ема Финлин            | Канада                    | 2:22:06.5 | +18:32,3                |
| 24.   | Син Син               | Кина                      | 2:27:02.9 | +23:28,7                |